# SWAT 3: Close Quarters Battle
SWAT 3: Close Quarters Battle (в России выпущена как «SWAT 3: Тактика и стратегия») — компьютерная игра, тактический шутер от первого лица, разработанный компанией Sierra Northwest и выпущенный Sierra Entertainment для ПК 23 ноября 1999 года. SWAT 3 остается самой продаваемой игрой из серии SWAT и является единственной игрой серии, которая почти сравнялась с популярностью ранних игр серии Police Quest, из которых вышла серия SWAT.
Как первый шутер от первого лица из игр Police Quest/SWAT, SWAT 3 получил новый движок, развитый Искусственный интеллект и баллистику. Разработчики провели много времени с подразделением LAPD SWAT, изучая тактику, чтобы создать достоверную симуляцию.
Игрок выполняет роль командира подразделения SWAT полиции Лос-Анджелеса и командует подразделением из пяти человек. В сюжетных миссиях игроку нужно защищать город от опасных преступников, террористов и угрозы ядерного оружия. В игре имеется многопользовательский режим, включающий традиционный deathmatch, командный deathmatch, режим пейнтбола и кооперативное прохождение миссий.

## Игровой процесс
Игра основана на тактике закрытых помещений. Под командованием игрока находится подразделение SWAT из пяти человек, и в отличие от других тактических шутеров, таких как Rainbow Six, игрок является офицером полиции и его основная цель — арестовывать, а не уничтожать или захватывать основную цель. Незаконное применение силы наказывается в игре.
В игре есть четыре вида оружия на выбор: HK MP5 и MP5SD, Benelli M1 Super 90 и M4A1, а также пистолет Colt M1911, который носят все офицеры LAPD. Все виды оружия снабжены фонариком и особыми модификациями, которые дают SWAT тактическое преимущество в определенных ситуациях. Например, M4A1 может стрелять резиновыми пулями, которые не убивают цель, а M1 Super 90 может стрелять специальными патронами для выбивания замков дверей.
В отличие от многих других игр, некоторые виды вооружения и снаряды могут пробивать стены. Это создает риск того, что прошедшая сквозь стену пуля может попасть в невиновного.
В дополнение к вооружению, члены подразделения могут использовать слезоточивый газ, световые гранаты, химические осветители, взрывчатку для выбивания дверей и оптическую камеру, чтобы просматривать обстановку за углом.
Вместо традиционных очков здоровья, в SWAT 3 представлена шкала, отображающая сенсоры следящие за потерей крови и температурой тела. Раны не могут быть залечены посреди миссии и поэтому офицер может выдержать очень мало попаданий, прежде чем не сможет вести бой дальше.
Игра содержит три уровня сложности:
лёгкий, средний и тяжёлый, которые увеличивают агрессивность и тактическую способность противников и уменьшает их желание сдаваться. Также присутствует настройка времени ответа для AI противников и офицеров от 1 до 20 миллисекунд, от которого зависит время реакции офицеров и противников на изменение ситуации.
В течение миссии, в игре присутствует два режима: стелс и динамический. В режиме стелс, офицеры двигаются медленно и осторожно, используют оптическую камеру в дверных проемах и на углах, не используют световые гранаты и взламывают замки вместо того, чтобы взрывать двери. Когда подозреваемые обнаружены, игра автоматически переходит в динамический режим. В динамическом режиме офицеры двигаются быстро, говорят громко, используют световые гранаты и выламывают двери. Игрок может свободно переключаться между режимами.

## Версии игры
Игра выходила в трёх разных версиях. Каждая последующая версия содержала все изменения предыдущей. Первая оригинальная версия, названная просто SWAT 3: Close Quarters Battle не содержала мультиплеера. В SWAT 3: Elite Edition было добавлено несколько новых особенностей, включая пять новых сценариев, возможность играть за члена подразделения, а не за командира,  миссии с двумя подразделениями и многопользовательский режим. В SWAT 3: Tactical Game of the Year Edition было добавлено еще несколько сценариев и Advanced Tactics CD, содержащие записи настоящих тренировок SWAT.

## Оценки
| Сводный рейтинг    | Сводный рейтинг                 |
| Агрегатор          | Оценка                          |
| ------------------ | ------------------------------- |
| GameRankings       | 83,76 % 84,82 % (Elite Edition) |
| Иноязычные издания |                                 |
| Издание            | Оценка                          |
| CGW                | [ 4 ]                           |
| Награды            |                                 |
| Издание            | Награда                         |
| CGW                | Editors’ Choice                 |